# Handboek voor de Internationale Luchtvaart en Maritieme Opsporing en Redding
Het Handboek voor de Internationale Luchtvaart en Maritieme Opsporing en Redding (International Aeronautical and Maritime Search and Rescue Manual, IAMSAR) is een handboek waarin de organisatie en operatie beschreven staat voor opsporing en redding (search-and-rescue, SAR) voor de lucht- en scheepvaart. Het is een gezamenlijk werk van de Internationale Burgerluchtvaartorganisatie (ICAO) en de Internationale Maritieme Organisatie (IMO).
De basis van het handboek is het ICAO-verdrag, het SAR-verdrag, SOLAS en het VN-zeerechtverdrag. Het bestaat uit drie delen waarbij het eerste deel zich richt op het management van nationale en regionale SAR-organsaties en de samenwerking daartussen om een wereldwijde dekking te leveren. Het tweede deel richt zich op het personeel dat betrokken is bij de planning en coördinatie van SAR-operaties en -oefeningen. Deel drie bevat methodes voor noodberichten, voorbereiding, checklijsten, zoekpatronen, assistentie, communicatie, redding en training. Daarmee dient het voor zowel reddingseenheden, vliegtuigen en schepen betrokken bij de opsporing en redding, als de vliegtuigen en schepen in nood.
Het IAMSAR verving in 1998 enerzijds het ICAO Search and Rescue Manual en anderzijds het IMO Merchant Ship Search and Rescue Manual (MERSAR) uit 1971 en het IMO Search and Rescue Manual (IMOSAR) uit 1978. MERSAR was vergelijkbaar met het huidige deel III van IAMSAR en IMOSAR met deel I. 